# Kastellaun
La ville de Kastellaun se trouve dans le Land de Rhénanie-Palatinat (en allemand Rheinland-Pfalz). C'est le siège de la commune fusionnée de Kastellaun (Verbandsgemeinde), qui comporte 32 municipalités et un total de 15 274 habitants.

## Géographie
Kastellaun est traversée par la route fédérale B327, dénommée Hunsrückhöhenstrasse, dans la partie centrale de la ville.
Grâce à son altitude de 450 mètres, la ville offre des conditions idéales pour passer des vacances reposantes, organiser des ballades au travers des ruelles étroites de la cité et s'évader à travers la campagne environnante.

## Histoire
Le premier document connu fait mention en 1226 d'un château appartenant au comte de Sponheim qui, en 1301 devient résidence principale de la famille Simon II de Sponheim (de) et de sa femme Élisabeth.

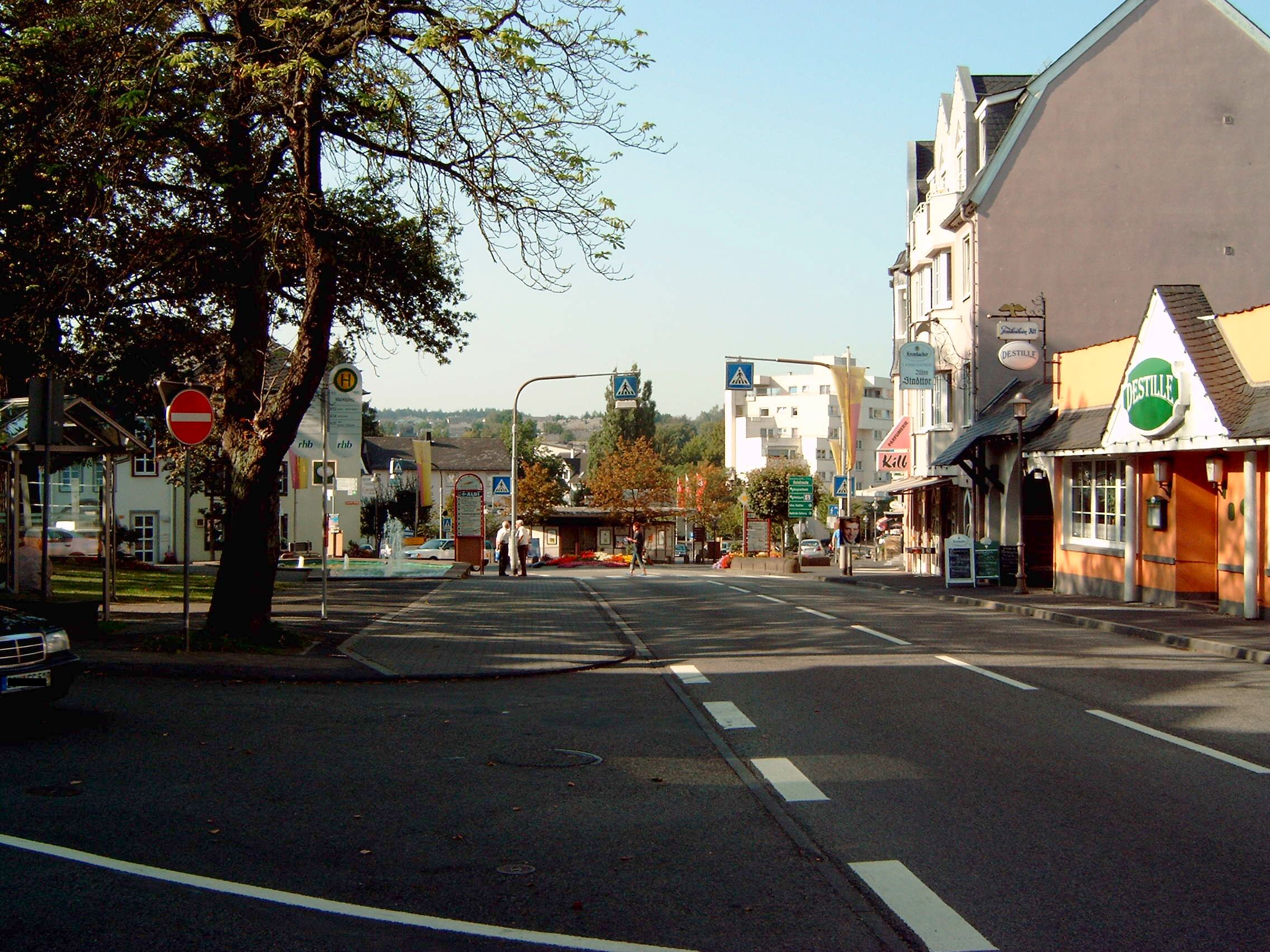
Hunsrückhöhenstrasse
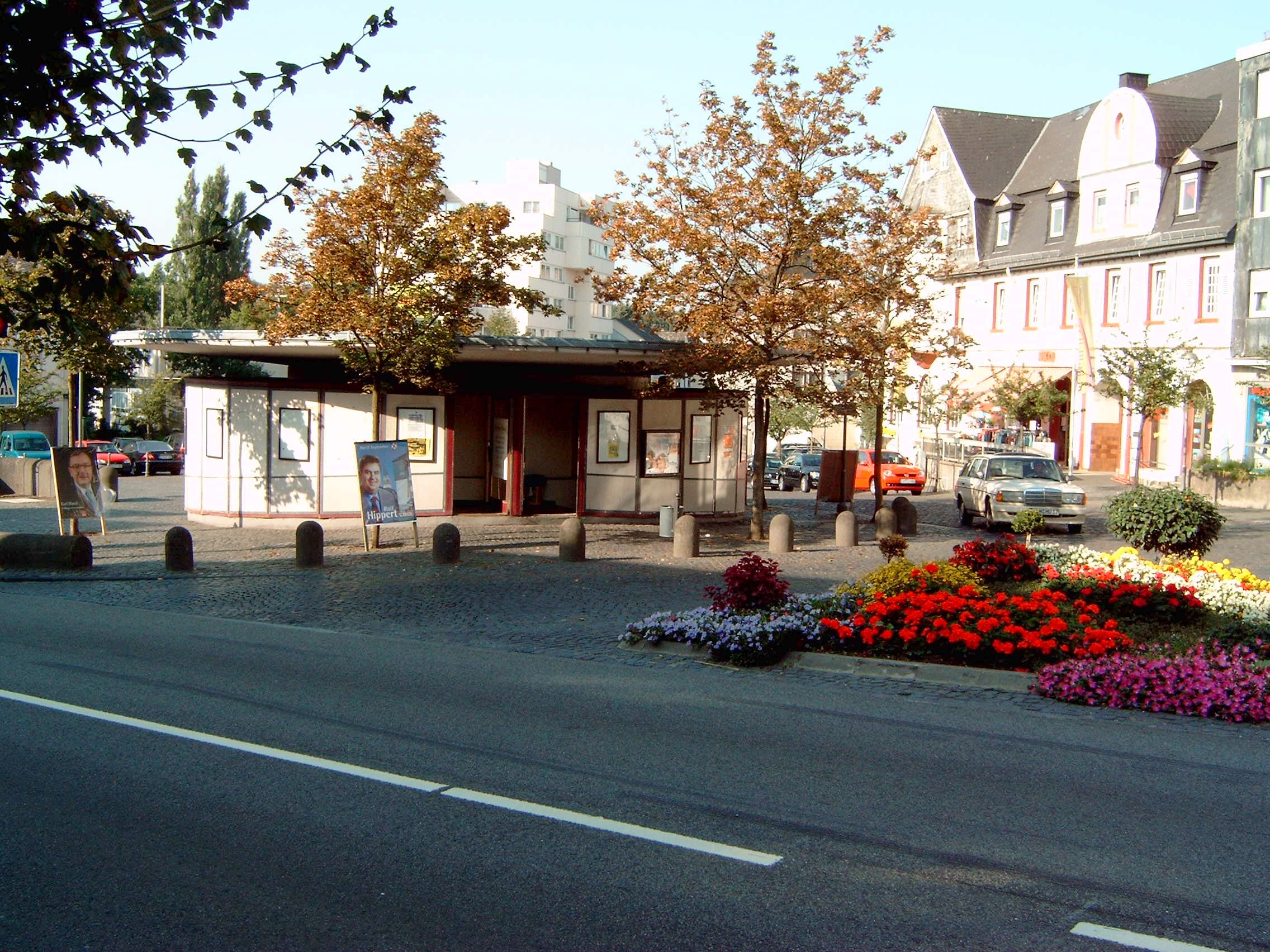
Pavillons
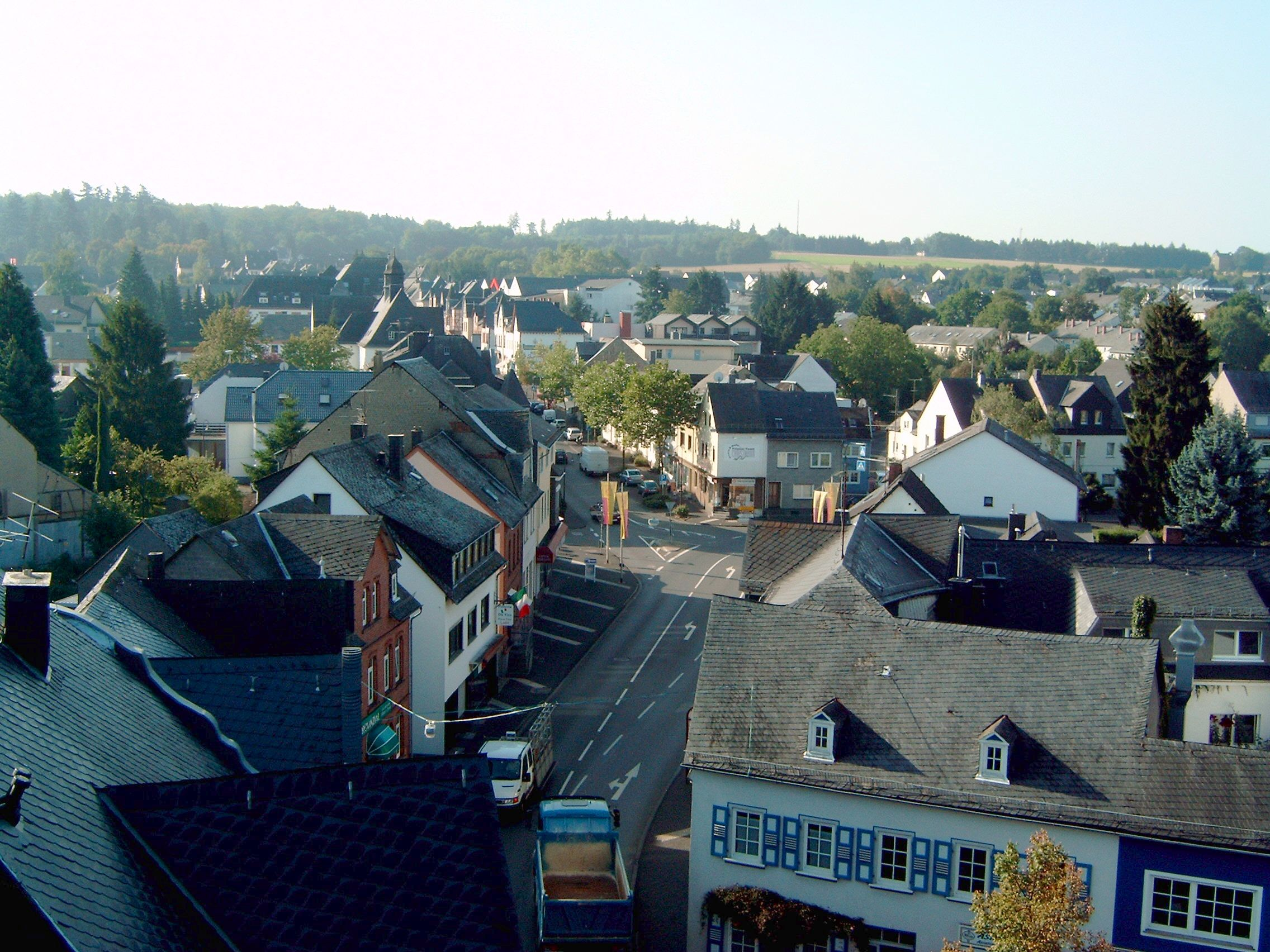
Bahnhofstrasse

## Villes environnantes
| Uhler                   | Beltheim   | Roth et Gödenroth     |
| Buch et Bell (Hunsrück) |            | Hollnich              |
| Pydna et Hundheim       | Hasselbach | Spesenroth et Laubach |